# Swedish Rhapsody (stacja numeryczna)
Swedish Rhapsody – polska stacja numeryczna. Do kwietnia 1998 roku niemieckojęzyczna, następnie anglojęzyczna. Była własnością Służby Bezpieczeństwa, a następnie Urzędu Ochrony Państwa. Nadawała od lat pięćdziesiątych lub sześćdziesiątych XX wieku do 4 stycznia 2007 roku. Zgodnie z klasyfikacją opracowaną przez organizację ENIGMA, badającą radiostacje numeryczne, Swedish Rhapsody otrzymała dwa oznaczenia: G02 i E23.

## Geneza nazwy
Nazwa Swedish Rhapsody została nadana tejże stacji przez krótkofalowców, ponieważ fragment melodii „Swedish Rhapsody No. 1” autorstwa Hugo Alfvéna był identyczny jak sygnał nadawany przez radiostację.
W rzeczywistości stacja odtwarzała z pozytywki fragment „Luxembourg Polka” autorstwa Bunny’ego Lewisa (pseudonim E. Reissdorf), który był identyczny w przypadku obydwu utworów.

## Struktura
W pierwotnej wersji każdy komunikat był poprzedzony melodią z pozytywki, a cyfry były czytane sztucznym żeńskim głosem, często mylonym z dziecięcym, przez co stacja została uznana przez krótkofalowców i nasłuchowców stacji numerycznych jako jedna z bardziej przerażających. Nadawała w modulacji AM lub DSB, jeden lub trzy komunikaty naraz.
W latach 1998–2007 transmisje rozpoczynał trzykrotny odczyt sekwencji cyfr, w której każda cyfra powtarzana była pięciokrotnie – 00000 11111 22222 33333 44444 55555 66666 77777 88888 99999. Pełny przekaz zaszyfrowanych wiadomości trwał ponad 40 minut.